# مبصر
مبصر، یک دانش‌آموز است که از سوی معلم یا مدیر یا معاون مدرسه، به‌منظور مراقبت از شاگردان و هم‌کلاسان و نیز ایجاد نظم تعیین می‌شود. بدان ارشد کلاس نیز گفته می‌شود.
معمولاً وظایف مختلفی از سوی آموزگار یا دیگران بر عهدهٔ مبصر گذاشته می‌شود. در صورتی که مبصر توسط دانش‌آموزان انتخاب شده باشد، «نماینده» نامیده می‌شود.
به‌خصوص در دورهٔ ابتدایی دانش‌آموزان دوست دارند تا مبصر شوند، چرا که می‌خواهند بدین روش خود را نشان دهند و توانایی خود را به اثبات برسانند. از سوی دیگر دانش‌آموزان نوعی اقتدار را در مبصربودن می‌بینند و از این‌که تمام کلاس را تحت نفوذ خود داشته باشند، لذت می‌برند. گاه دانش‌آموزان در طی سال، همهٔ تلاش خود را می‌کنند تا نظر معلمان و دیگر مسئولان مدرسه را برای مبصرشدن جلب کنند.
در برخی موارد معلمان تنها یک دانش‌آموز را تا آخر سال به عنوان مبصر برمی‌گزینند و حتی ممکن است سال‌های آتی نیز همان را در این سمت ابقا کنند، که این عمل باعث گرفته‌شدن این فرصت از دیگر دانش‌آموزان برای اثبات خود می‌شود.